# Lai Vu, Tế Nam
Lai Vu (chữ Hán giản thể: 莱芜区, âm Hán Việt: Lai Vu khu) là một quận thuộc địa cấp thị Tế Nam, tỉnh Sơn Đông, Cộng hòa Nhân dân Trung Hoa. Quận Lai Vu nằm ở tây nam của Sơn Đông, có diện tích 1910 km², dân số năm 2001 là 1.000.000 người. Quận Lai Vu được chia thành 3 nhai đạo biện sự xứ, 11 trấn và 1 hương.
- Nhai đạo biện sự xứ: Thành Thị, Cao Trang, Trương Gia Oa
- Trấn: Tân Trang, Miêu Sơn, Trà Diệp Khẩu, Tuyết Dã, Đại Vương Trang, Ngưu Tuyền, Phương Hạ, Trại Lý, Dương Lý, Dương Trang, Khẩu.
- Hương: Hòa Trang.

Trước đó là quận Lai Thành thuộc địa cấp thị Lai Vu, từ tháng 1/2019 khi Lai Vu sáp nhập vào Tế Nam, quận này được đổi tên thành quận Lai Vu.